# Гебеха
33°57′29″ пд. ш. 25°36′00″ сх. д. / 33.95806° пд. ш. 25.60000° сх. д.

Гебеха (коса Gqeberha, [ᶢǃʱɛ̀ɓéːxà]; до 23 лютого 2021 року — Порт-Елізабет, англ. Port Elizabeth) — місто у Східній Капській провінції Південно-Африканської Республіки. Від 2001 року місто належить до складу міського округу Нельсон Мандела Бей.
Один з найбільших морських портів країни, розташований на узбережжі затоки Альгоа в Індійському океані.

## Уродженці
- Сія Колісі — південноафриканський регбіст.
- Флоренс Фуллер (1867—1946) — австралійська художниця південноафриканського походження.